# Ralph Cifaretto
Ralph "Ralphie" Cifaretto fiktivni je lik iz HBO-ove televizijske serije Obitelj Soprano kojeg je glumio Joe Pantoliano. Ralph se u seriji prvi put pojavio u drugoj epizodi treće sezone kao vojnik u ekipi Aprile, ali je kasnije stekao status kapetana, pod šefovima Tonyjem Sopranom i Corradom "Juniorom" Sopranom.

## Životopis
Ralph je odrastao u New Jerseyju zajedno s drugim suradnicima mafije Tonyjem Sopranom, Silviom Danteom i Jackiejem Aprileom, Sr. Za razliku od svojih prijatelja, on se nije na brzinu probio u obiteljskoj hijerarhiji. Ralph u jednom trenutku spominje kako je htio biti arhitekt, ali je morao odustati od škole u 11. razredu kako bi pomogao svojoj majci. Mnogo je vremena proveo odmarajući se u Miamiju, gdje je konzumirao velike količine kokaina i razvio snažnu ovisnost o drogama, što će kasnije biti razlog nekih njegovih nasilnih ispada. 2000. se vratio u New Jersey, nakon nestanka kapetana ekipe Aprile Richieja Aprilea. Kako je u to vrijeme bio vojnik, neslužbeno je htio postati kapetan ekipe Aprile unatoč Tonyjevoj nespremnosti da ga promovira. 
Tony je Ralpha smatrao štetnim, nepristojnim i neposlušnim, što je razlog zašto ga je preskočio prilikom promocije i čin kapetana dodijelio manje sposobnom, ali poslušnom Gigiju Cestoneu.
Nakon što se Ralph spetljao s plesačicom iz Bada Binga, te je pretukao nasmrt kad mu je rekla kako očekuje njegovo dijete, Tony se razbjesnio i pretukao ga, prekršivši tako pravilo da se ne podiže ruka na drugog člana mafije. To izaziva privremenu zavadu između Ralpha i Tonyja. Nakon što je Gigi Cestone umro na zahodu od aneurizme, Tony nevoljko promovira Ralpha u kapetana ekipe Aprile. Ralphiejeva ekipa postaje najprofitabilnija u obitelji, ponajviše zbog Ralphiejeva unosnog građevinskog projekta.
2001., u epizodi "No Show", tijekom rođendanske zabave Alberta Baresea, Ralph zbije neukusnu šalu o pretiloj supruzi Johnnyja Sacka, Ginny. On kaže, "Čuo sam da je Ginny Sack s guzice skinut madež od 45 kila". Sudionici zabave se grohotom nasmiju. Johnny Sack kasnije saznaje za to preko Paulieja Gualtierija, koji se u to vrijeme nalazio u zatvoru zbog posjedovanja neregistriranog oružja. Johnny se osobno uvrijedi i zatraži odobrenje za Ralphovu likvidaciju, ali sve otkazuje u posljednji trenutak. Johnnyju ostaje nepoznato kako je otkazivanje ubojstva spasilo ne samo Ralphiejev život, nego i njegov, jer je Carmine Lupertazzi planirao da Johnny bude ubijen indirektno preko ubojica Tonyja Soprana. 
Ralph kasnije od Hesha Rabkina kupuje trkaćeg konja zvanog Pie-O-My. On i Tony surađuju kako bi ga pretvorili u pobjednika, a konj im donosi velike svote novca.
2002., u epizodi "Whoever Did This", Ralphov sin Justin biva teško ranjen nakon što ga u prsa slučajno pogodi strijela. Ralph pada u tešku depresiju. Potraži savjet od oca Intintole, prisjeća se događaja iz svoga života i počne se kajati. Tenzije između Tonyja i Ralpha raspaljuju se nakon što Pie-O-My pogine u sumnjivom stajskom požaru. Tony sumnja kako je Ralph izazvao požar kako bi pokupio 200.000 dolara od osiguranja kojima bi pokrio troškove sinova liječenja. Tony odlazi u Ralphovu kuću kako bi se suočio s njim. Iako Ralph odlučno poriče kako je izazvao požar, naruga se Tonyjevoj zabrinutosti situacijom, ističući kako pokazuje više osjećaja za životinje nego za ljudski život. Svađa se pretvara u nasilni fizički obračun. Nakon hrvanja u kuhinji, Tony zadavi Ralpha i izudara njegovom glavom o kuhinjski pod. Tony nakon toga poziva Christophera i rekne mu da mu pomogne riješiti se Ralphova tijela, tvrdeći kako ga je pronašao mrtvoga.

## Pojavljivanja nakon smrti
- Kasnije u seriji, Tony ima tri sna koja uključuju Ralphieja, čime se jasno daje do znanja kako je Tony opsjednut njegovom, ali i smrću drugih, kao što su Big Pussy i Mikey Palmice.
- U epizodi četvrte sezone "Calling All Cars", drugoj nakon Ralphove smrti, Tony sanja kako Carmela vozi stari Cadillac Tonyjeva oca s Ralphiejem na mjestu suvozača. Na Ralphiejevoj se ćelavoj glavi pojavljuje gusjenica koja se pretvara u leptira. Razgovarajući o tome snu na terapiji s dr. Melfi, Melfi ističe kako prijelaz iz gusjenice u leptira označava promjenu, sugerirajući kako je Ralph prije smrti pokušavao postati bolji čovjek. U drugom snu u istoj epizodi Tony slijedi Ralphieja u staru kuću gdje Tony ugleda siluetu žene na vrhu stubišta (vjetojatno Liviu.)
- U epizodi "The Test Dream", Tony se vozi u autu s Ralphiejem, Pussyjem, Mikeyjem Palmiceom i nekoliko drugih preminulih likova. Nakon što Tony upita, "gdje idemo?", Ralphie odvraća, "Vozimo te na posao." U snu se čini kako posao podrazumijeva Tonyjevo ubojstvo vlastite obitelji.

## Ubojstva koja je počinio Cifaretto
- Tracee: pretučena nasmrt jer ga je ošamarila i uvrijedila.
- Jackie Aprile, Jr. - naredio Vitu Spataforeu da ubije Jackieja Juniora kao kaznu za pljačku kartaške partije Eugenea Pontecorva i ubojstva, odnosno ranjavanja članova ekipe Soprano.
- Pie-O-My: vjerojatno ubijen zbog novca od osiguranja, ali nikad potvrđeno.

## Vanjske poveznice
- Profil Ralpha Cifaretta na hbo.com
- Ralph Cifaretto u internetskoj bazi filmova IMDb-u